# Guía de Isora
Guía de Isora – gmina w Hiszpanii, w prowincji Santa Cruz de Tenerife, we wspólnocie autonomicznej Wysp Kanaryjskich, o powierzchni 143,43 km². W 2011 roku gmina liczyła 20 387 mieszkańców.